# Sébastien Kardinal
Pour les articles homonymes, voir Kardinal (homonymie).
Sébastien Kardinal, né le 29 octobre 1972, est un chef cuisinier végane, critique gastronomique, auteur culinaire et vidéaste Web français.

## Biographie
Végétarien depuis l’âge de 14 ans, Sébastien Kardinal devient végane en 2007,. Il aime revisiter les grands classiques de la gastronomie française et internationale, en opérant une totale « végétalisation » des plats. Il est le créateur de nombreuses recettes, notamment celle du « Tofoie gras », un substitut végétal au foie gras, réalisé à l'aide de tofu, de margarine, d'épices, d'huile d'olive à la truffe, de vin et de cognac. Il se revendique comme un « hédoniste 100% végétal » et un « foodporniste ». 
Partisan d'une « communication positive et gourmande », il considère que c'est en valorisant des repas végétaux appétissants et en « essayant de proposer une cuisine du futur », à travers ses démonstrations, ses masterclass,, ses créations culinaires ainsi que ses nombreux ouvrages sur la cuisine végétalienne, qu'il contribue au mieux à « une prise de conscience en faveur des animaux ».
Sébastien Kardinal est le cofondateur de VG-Zone.net, un site pour les végétaliens et les véganes,,,, et il a été responsable de la rubrique « Cuisine » du magazine Alternatives végétariennes, la publication officielle de l’Association végétarienne de France. Depuis 2018, il publie des vidéos sur sa chaine Youtube, dans lesquelles il partage des recettes végétaliennes, teste divers produits végétaliens et critique des restaurants végétaliens.
Ses ouvrages, coécrits pour certains avec sa compagne, ont été traduits dans plusieurs langues (anglais, espagnol, allemand, italien…).
Sébastien Kardinal a fait partie de l'équipe d'Europe de sabre laser sportif ayant rencontré les États-Unis lors de l'HERO Open de France le 10 juin 2017[réf. nécessaire], il est également le responsable arbitrage de la Sport Saber League.

## Ouvrages

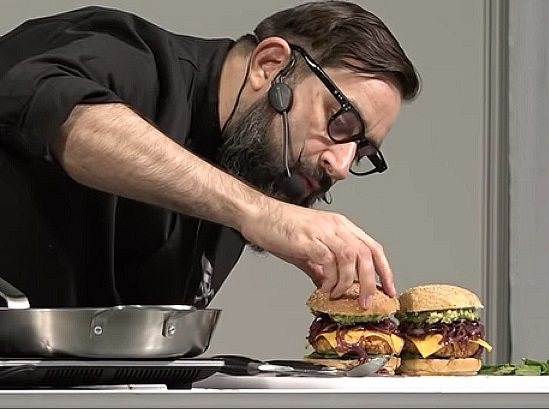
Sébastien Kardinal réalise sa recette de burgers décadents, en octobre 2018 au Festival végane de Montréal.

- Sébastien Kardinal, 100 idées pour devenir vegan, Vanves, La Plage, 2020, 80 p. (ISBN 978-2-84221-771-6).
- Sébastien Kardinal, 100 idées pour remplacer la viande, Vanves, La Plage, 2020, 80 p. (ISBN 978-2-84221-770-9).
- Sébastien Kardinal, Seitan : Quand le blé remplace la viande, La Plage, 2020, 80 p. (ISBN 978-2-84221-752-5).
- Sébastien Kardinal, Food Porn Vegan, Paris, La Plage, 2019, 180 p. (ISBN 978-2-84221-700-6).
- Sébastien Kardinal, PST : protéines de soja texturées, Paris, La Plage, 2018, 70 p. (ISBN 978-2-84221-611-5).
- Sébastien Kardinal et Laura Veganpower, Urban vegan, La Plage, 2018, 256 p. (ISBN 978-2-84221-629-0 et 2-84221-629-6).
- Sébastien Kardinal et Laura Veganpower, Aquafaba : cuisiner sans œufs avec le fabuleux jus de cuisson des pois chiches, Paris, La Plage, 2017, 72 p. (ISBN 978-2-84221-531-6).
- Sébastien Kardinal, Ma petite crèmerie vegan, Paris, La Plage, 2017, 72 p. (ISBN 978-2-84221-549-1).
- Sébastien Kardinal, Ma petite boucherie vegan, Paris, La Plage, 2016, 70 p. (ISBN 978-2-84221-464-7).
- Sébastien Kardinal, Je conçois un superbe plateau de fromages vegans, YpyPyp, coll. « Devenir autonome », 2015, 6 p. (ISBN 978-2-37411-005-9)
- Sébastien Kardinal, A la française : la tradition façon vegan, L'Age d'Homme, coll. « Collection V », 2015, 117 p. (ISBN 978-2-8251-4501-2).
- Sébastien Kardinal et Laura Veganpower, Certains l'aiment cru, Lausanne/Paris, L'Age d'Homme, coll. « Collection V », 2014, 119 p. (ISBN 978-2-8251-4414-5).
- Sébastien Kardinal, Street Food Culture, Lausanne (Suisse)/Paris, L'Age d'Homme, coll. « Collection V », 2013, 60 p. (ISBN 978-2-8251-4270-7).

## Prix
- En octobre 2019, Food porn vegan remporte le « Prix des saveurs véganes » de PETA France dans la catégorie « meilleur livre de cuisine végane »[17].